# بطولة كاريوكا 1961
بطولة كاريوكا 1961 هو موسم من بطولة كاريوكا. فاز فيه بوتافوغو ريغاتاس.